# Котенко, Илья Михайлович
Илья Михайлович Коте́нко (1911—1969) — советский журналист, прозаик.

## Биография
Родился 19 июля (1 августа) 1911 года в Таганроге (ныне Ростовская область). Работал слесарем и шлифовщиком на заводе «Ростсельмаш». Был членом заводской литературной группы. С 1933 года — корреспондент «Комсомольской правды» по Ростовской области, Краснодарскому и Ставропольскому краю.
С начала войны — военный корреспондент газеты 19-й армии «К победе» (Западный фронт). В октябре того же 1941 года со своей частью попал в окружение. Воевал в партизанской отряде. Работал в подпольной организации села Жерелево Куйбышевского района Смоленской области. Осенью 1943 года перешёл линию фронта и прошёл проверку.
Воевал до конца войны, был ранен, в августе 1946 года вернулся в «Комсомольскую правду» очеркистом, затем был членом редколлегии, редактором отдела литературы и искусства.
Работал главным редактором журнала «Молодая гвардия».
Умер 1 октября 1969 года.

## Творчество
Повести
- «Повесть о товарищах» (1934)
- «Родники» (1950)
- «Восемь неизвестных» (1962)

Романы
- «Колхозники» (1948)
- «За морем Цимлянским» (1954)

Сценарии
- «Русский характер»
- «Подвиг Ленинграда»
- «Дочери России»

## Награды и премии
- Государственная премия РСФСР имени братьев Васильевых (1967) — за сценарии документальных фильмов «Русский характер» (1957), «Дочери России» (1959) производства ЛСДФ
- орден «Знак Почёта» (1948)
- орден Красной Звезды (3/7/1945)
- медали